# Pactactes compactus
Pactactes compactus är en spindelart som beskrevs av Lawrence 1947. Pactactes compactus ingår i släktet Pactactes och familjen krabbspindlar. Inga underarter finns listade i Catalogue of Life.